# Comercinho
Comercinho là một đô thị thuộc bang Minas Gerais, Brasil. Đô thị này có diện tích 656,563 km², dân số năm 2007 là 8720 người, mật độ 13,28 người/km².